# فاتا مورگانا

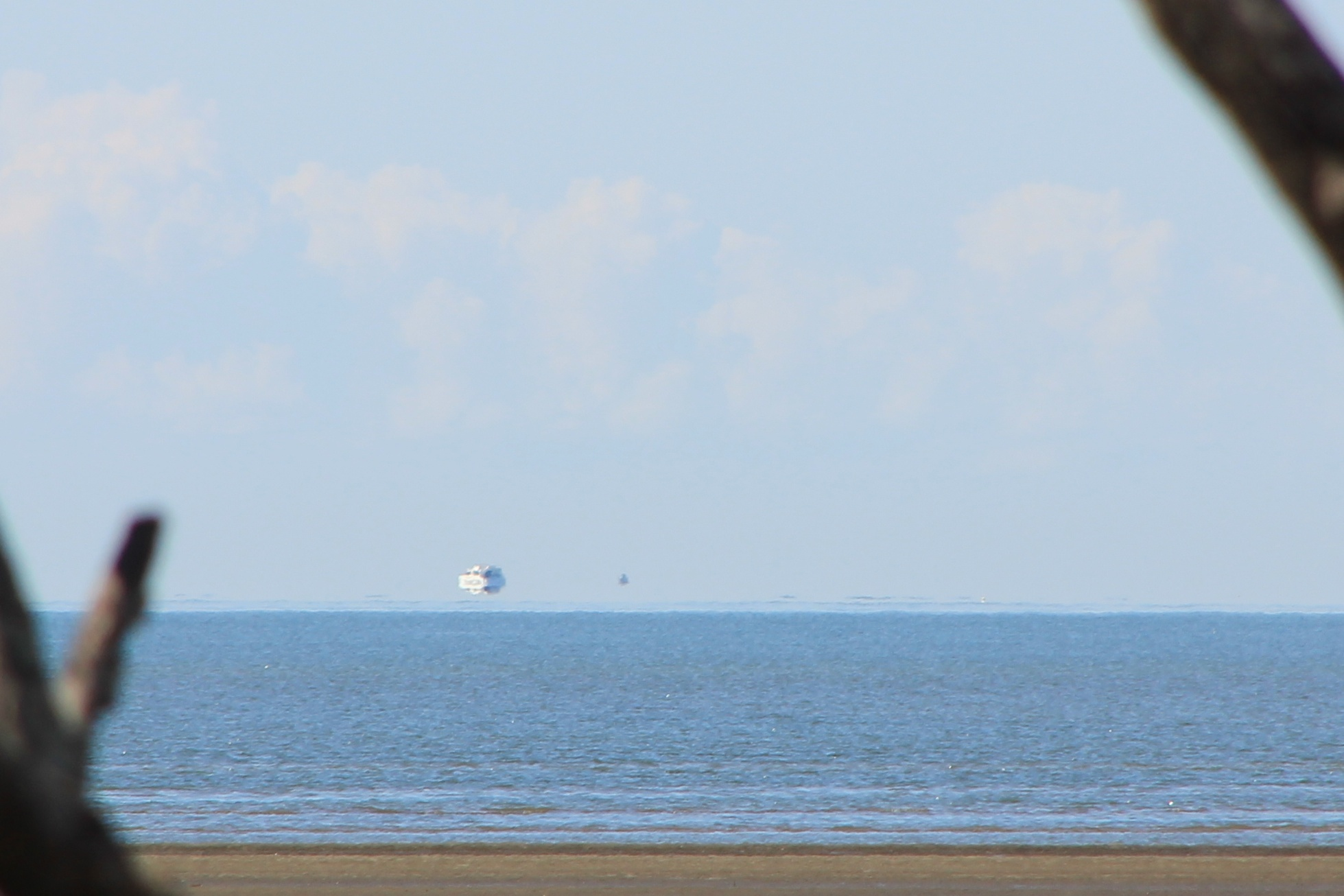
یکپدیده فاتامورگانا در کوئینزلند

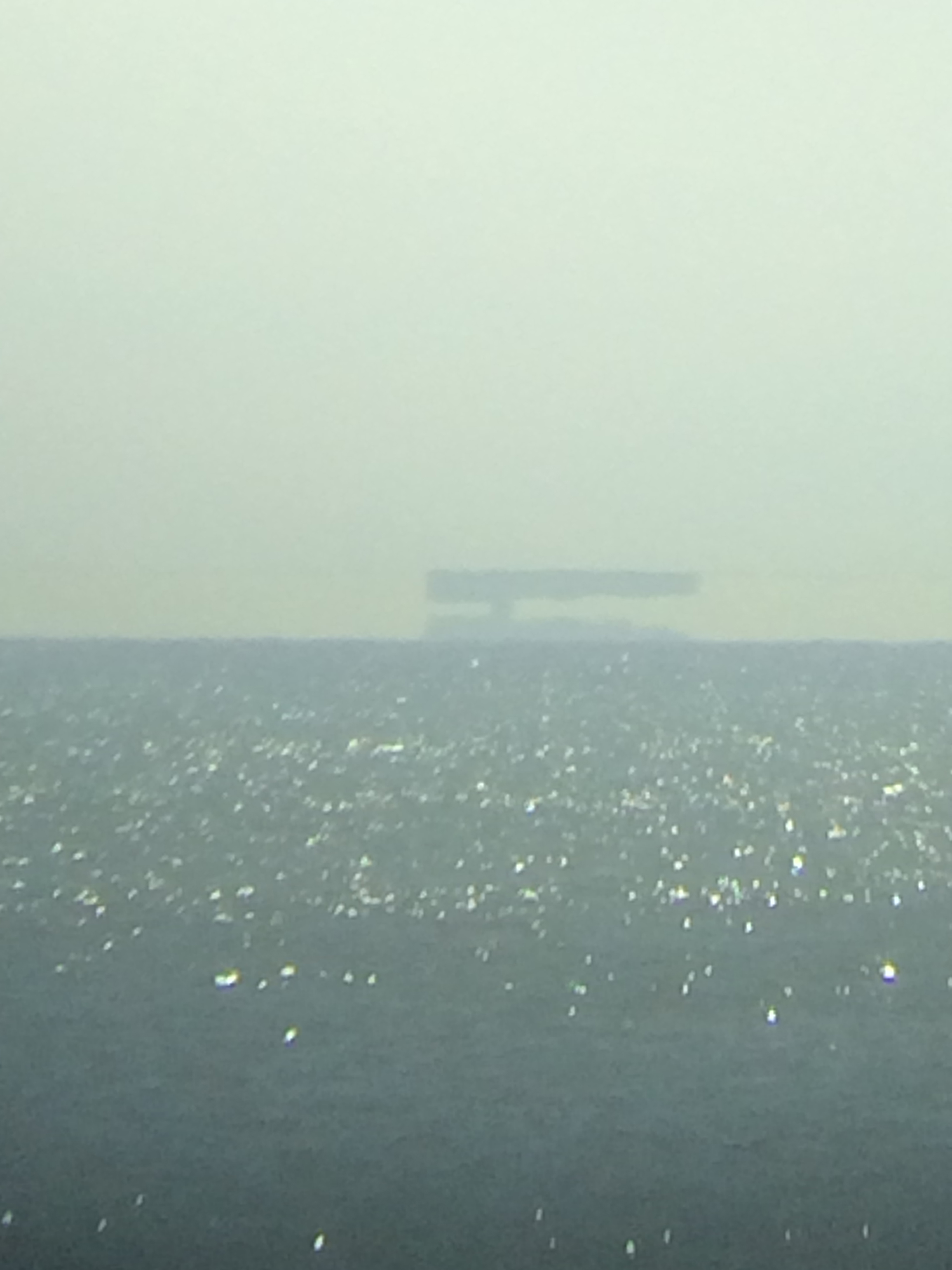
پدیده فاتامورگانا دیده شده در ساحل منهتن در ۹ مارس ۲۰۱۴

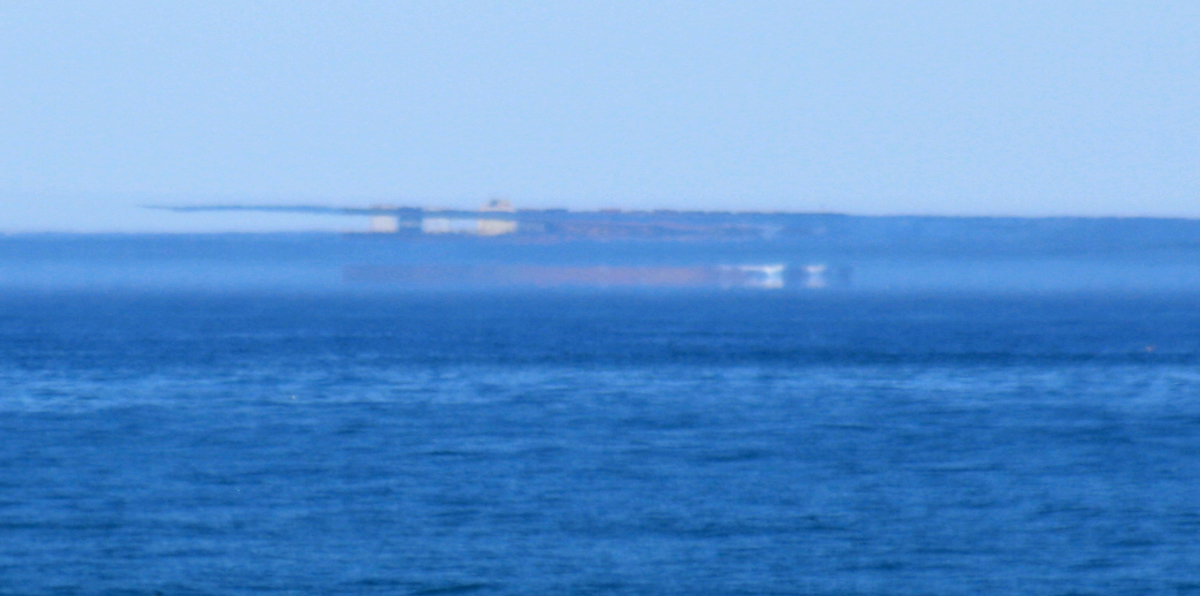
یک قایق معلق

پدیده فاتا مورگانا (ایتالیایی: [ˈfa:ta morˈɡa:na]) این یک نوع پیچیده از سرابی است که در یک نوار باریک در بالای افق دیده می‌شود. اصطلاح "Fata Morgana" نام "Fata Arthurian" است، به خاطر این باور که این، که اغلب در تنگه مسینا دیده می‌شود، قلعه‌های خیالی در آسمان یا سرزمین دروغین است که توسط سحر و جادو برای فریب ملوانان به سوی مرگشان ساخته شده‌است.
فاتا مورگانا به‌طور قابل‌توجهی آن شی را تحریف می‌کند که بر مبنای آن هستند، اغلب به گونه‌ای که شی کاملاً غیرقابل‌تشخیص باشد. فاتا مورگانا ممکن است در خشکی یا در دریا، در مناطق قطبی یا در بیابان‌ها دیده شود. آن ممکن است شامل تقریباً هر نوع شی از دور، از جمله قایق‌ها، جزایر و خط ساحلی باشد.
غالبا فاتا مورگاناً به سرعت تغییر می‌کند. این سراب شامل چندین تصویر وارونه (وارونه) و راست (راست) است که روی هم انباشته شده‌اند. فاتا مورگانا نیز به‌طور متناوب به مناطق فشرده و کشیده شده اشاره می‌کند.
پدیده نوری رخ می‌دهد چون پرتوه‌ای نور وقتی عبور می‌کنند که از لایه‌های هوا در دماهای مختلف در یک وارونگی حرارتی شیب‌دار عبور می‌کنند که در آن یک لوله جوی شکل می‌گیرد.
(وارونگی حرارتی یک شرایط جوی است که در آن هوای گرم در یک لایه به خوبی تعریف‌شده در بالای یک لایه از هوای خنک‌کننده به‌طور قابل‌توجهی وجود دارد. وارونگی دمایی برخلاف آن چیزی است که معمولاً مورد استفاده قرار می‌گیرد؛ هوا معمولاً در نزدیکی سطح گرم‌تر است و خنک‌تر است)
در آب و هوای آرام، یک لایه هوای بسیار گرم‌تر ممکن است بر هوای متراکم سرد قرار گیرد و یک لوله جوی تشکیل دهد که مانند یک لنز ماکرو عمل می‌کند و یک سری از تصاویر وارونه و معکوس را تولید می‌کند. فاتا مورگانا نیازمند لوله‌ای است که وجود داشته باشد؛ وارونگی حرارتی به تنهایی برای تولید این نوع سراب کافی نیست. در حالی که وارونگی حرارتی اغلب بدون وجود مجرای جوی رخ می‌دهد، یک لوله جوی نمی‌تواند وجود داشته باشد، بدون اینکه در ابتدا یک وارونگی حرارتی وجود داشته باشد.